# Wally Schreiber
Wallace E. "Wally" Schreiber, född 15 april 1962 i Edmonton, är en kanadensisk före detta ishockeyspelare.
Schreiber blev olympisk silvermedaljör i ishockey vid vinterspelen 1994 i Lillehammer.